# Pressoterapia
La pressoterapia, nota anche come terapia a compressione pneumatica, è una tecnica terapeutica non invasiva utilizzata in campo medico per trattare una varietà di condizioni. Questa metodologia si basa sull'applicazione di pressione graduata e ritmica su specifiche aree del corpo mediante l'uso di dispositivi specializzati.
La pressoterapia è ampiamente utilizzata nella medicina fisica e riabilitativa per favorire la circolazione sanguigna, migliorare il drenaggio linfatico e ridurre la ritenzione idrica. L'applicazione mirata della pressione attraverso le camere d'aria del dispositivo permette di simulare il massaggio linfodrenante e contribuisce a ridurre l'edema e l'infiammazione.
Questa tecnica trova impiego in diverse patologie, tra cui l'insufficienza venosa, il linfedema,  la cellulite, gli edemi post-operatori, la sindrome delle gambe pesanti e altre condizioni che coinvolgono il sistema vascolare e linfatico. La pressoterapia può essere efficace anche nel trattamento delle ulcere venose, favorendo la guarigione e la rigenerazione dei tessuti.

## La pressoterapia in ambito estetico
La pressoterapia è anche usata come trattamento estetico che si basa sulla pressione esterna degli arti del paziente, attraverso un'apparecchiatura specifica.
Le zone trattabili sono normalmente gli arti e la zona addominale, tramite degli applicatori (divisi normalmente in almeno 4 sezioni) che vengono indossati dal paziente (gambali, bracciali o fascia addominale), e gonfiati in maniera sequenziale (dalla sezione più estrema tipo il piede o la mano verso il tronco).
È importante che ogni seduta del trattamento con apparecchiature per pressoterapia avvenga solo dopo aver sbloccato manualmente i centri di raccolta del sistema linfatico (svuotamento delle stazioni linfonodali, partendo da quelle sopraclaveari, passando poi a quelle inguinali e terminando con quelle poplitee).
Questo tipo di trattamento estetico viene praticato a chi soffre di ritenzione idrica, sovrappeso (in quanto tutto il sistema linfatico e circolatorio è stressato), o per migliorare gli inestetismi causati dalla cellulite.

## Controindicazioni
La pressoterapia può avere dei rischi e delle controindicazioni. Ad esempio, può causare infezioni se viene eseguita su ferite aperte. Inoltre, può causare la rottura dei vasi sanguigni, sovraccarico cardiaco e ipertensione. La pressoterapia non deve essere eseguita su persone che hanno subito un infarto o un ictus.